# Antoku

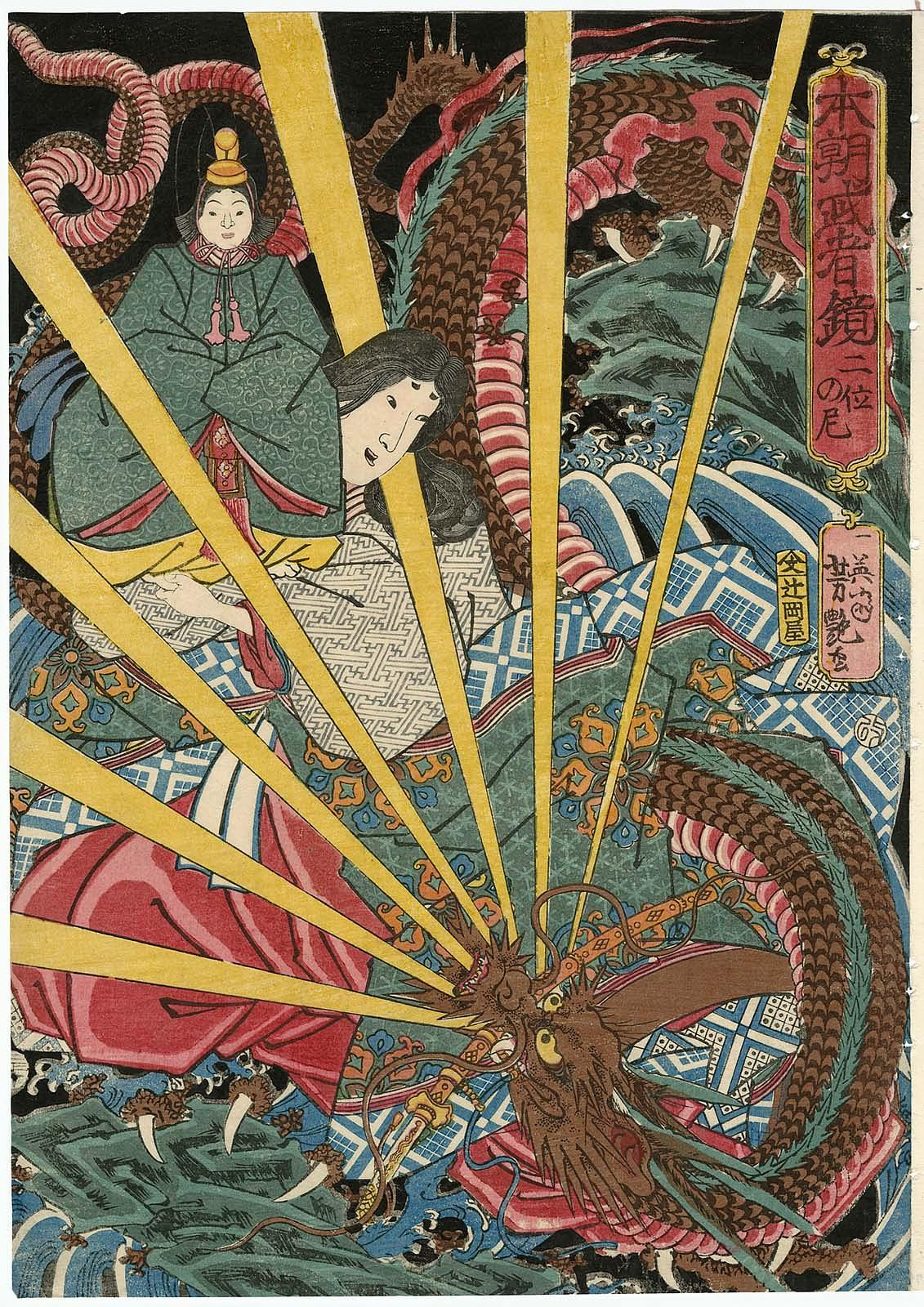
Nii no Ama rescatant a un jove emperador Antoku d'un drac, en un gravat de Yoshitsuya Ichieisai.

L'emperador Antoku (安 徳 天皇, Antoku Tennō), (22 de desembre del 1178 - 25 d'abril del 1185), va ser el 81è emperador del Japó, segons l'ordre tradicional de successió. Va regnar sent un nen al final del període Heian des del 22è dia del quart mes del 1180, fins al 25 d'abril de 1185. El seu nom personal era Tokihito (言 仁).
Durant el seu govern van tenir lloc les Guerres Genpei entre el 1180 i el 1185 que van enfrontar els clans Taira i Minamoto pel control de la successió Imperial, amb victòria del clan Minamoto i establiment del shogunat Kamakura.
En 1181 va tenir lloc la Fam Yōwa que va provocar la mort de 42.300 persones.